# Cheikh Zaid Oubjna
Cheikh Zaid Oubjna est un poète et chanteur appartenant à la grande tribu berbère Aït Yafelman du sud du Maroc. 